# Malet et Isaac
Pour le banquier, voir Isaac Mallet.
Malet et Isaac est une célèbre collection de manuels historiques français de la première moitié du XXe siècle, dont les auteurs étaient Albert Malet et Jules Isaac.

## Description de l'ouvrage
La série Malet-Isaac est divisée en plusieurs tomes :
1. Orient et Grèce (volume de sixième)
2. Rome (volume de cinquième)
3. Moyen Âge (volume de quatrième)
4. L'âge classique (volume de troisième)
5. Les révolutions (volume de seconde)
6. La naissance du monde moderne (volume de 1re)[1].

Voici ce que dit en 1958 la couverture des manuels Malet & Isaac édités par Hachette :

« Un manuel classique, qui a formé des générations successives de lycéens : le Malet-Isaac occupe une place de choix dans la mémoire scolaire française. Son succès fut aussi la confirmation de ses qualités : un récit chronologique bien construit, écrit dans une langue claire, qui constitue un aide-mémoire de choix pour tous les publics. Pour les historiens, c'est aussi le témoignage de ce que fut la vulgarisation historique à l'intention des classes secondaires pendant près d'un demi-siècle. On sera alors étonné de voir à quel point cette entreprise a su s'ouvrir aux dimensions sociale et culturelle, à une vision qui dépasse le cadre national, loin des clichés d'une histoire trop exclusivement politique, nationaliste et attentive aux seules élites. »

## Histoire

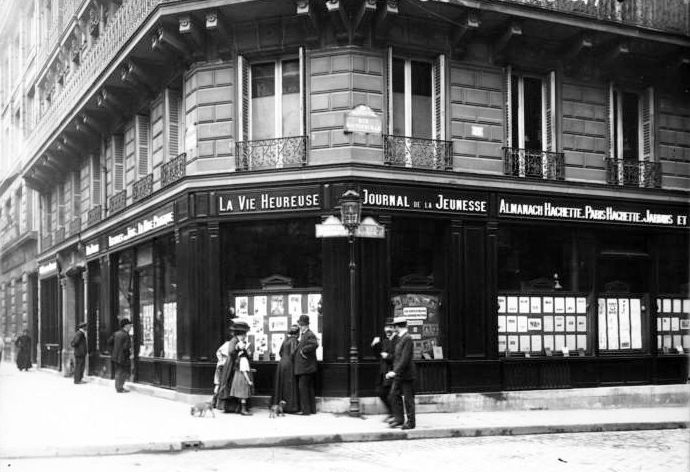
Librairie Hachette à Paris, en 1909.

En 1902, Albert Malet fut choisi par les Éditions Hachette pour réaliser un nouveau manuel d'histoire pour les collèges et lycées, qu'il rédige seul en très grande partie. En 1906, Jules Isaac, jeune agrégé d'histoire, vint compléter le travail de Malet et l'adapter aux programmes de 1909. Les deux auteurs collaboreront peu ensemble. Après le décès d'Albert Malet au cours de la Première Guerre mondiale, où Isaac n'est que blessé en 1915, ce dernier postule pour reprendre le projet qu'il doit remodeler, les programmes de l'Éducation nationale arrêtés en août 1920 faisant passer l'histoire à un enseignement continu de la classe de sixième à la terminale. Bien que totalement refondu par Isaac, le manuel garde cependant le nom de Malet-Isaac, ceci par souci de continuité dira l'éditeur mais plutôt pour masquer la préoccupation de ce dernier de faire figurer un nom juif et risquer ainsi de perdre des marchés auprès des écoles catholiques. Bien illustré, contenant des textes documentaires, le manuel évite un nationalisme agressif mais maintient des pans de savoir évacués par des réformes soucieuses d’allégement. Isaac est révoqué en 1940 en vertu du statut des Juifs adopté par le régime de Vichy, mais son manuel reste largement dominant dans les classes en 1946.
Le Malet-Isaac a connu de nombreuses réformes entre sa première édition et la parution de l'ultime édition du dernier tome en 1961. En 1961, le « Cours Malet-Isaac Histoire 1re » publié à la Librairie Hachette s'intitule De 1848 à 1914. Classe de première; il est rédigé par Jules Isaac, André Alba, Antoine Bonifacio, Ch. H. Pouthas, Jean Michaud. Dans l' Avertissement, Jules Isaac écrit : « De nouveaux programmes récemment établis pour les trois années du Second Cycle ont imposé une nouvelle refonte des trois volumes du Cours Malet-Isaac, puisque ce Cours, malgré son ancienneté — plus de trente-cinq ans d'existence — conserve encore de nombreux fidèles ».
La série Malet-Isaac a été rééditée en format poche à partir de 2002, sans toutefois les cartes et illustrations d'époque.

## Postérité
Les souvenirs des manuels sont évoqués par Georges Perec dans « Je me souviens de Malet & Isaac » (dans Penser/Classer) : il y recopie les titres, puis les alinéas, les passages en italique et en gras de certains manuels qu'il a retrouvés. La critique de la méthodologie de Malet et Isaac n'est pas dissimulée : « Le recopiage qui suit [...] me semble illustrer efficacement l'enseignement de cette histoire feinte où les événements, les idées et les (grands) hommes se mettent en place comme les pièces d'un puzzle. »